# Masdenverge
Masdenverge ist eine Gemeinde (Municipio) mit 1.149 Einwohnern (Stand: 2024) im Südosten Kataloniens in Spanien. Die Gemeinde gehört zur Comarca Montsià. 

## Lage
Masdenverge liegt etwa 85 Kilometer südwestlich von Tarragona im Delta des Ebro in einer Höhe von ca. 55 m.

## Bevölkerungsentwicklung
| Jahr      | 1970 | 1981 | 1991 | 2001 | 2011 | 2021 |
| Einwohner | 837  | 846  | 925  | 1004 | 1131 | 1109 |

## Sehenswürdigkeiten

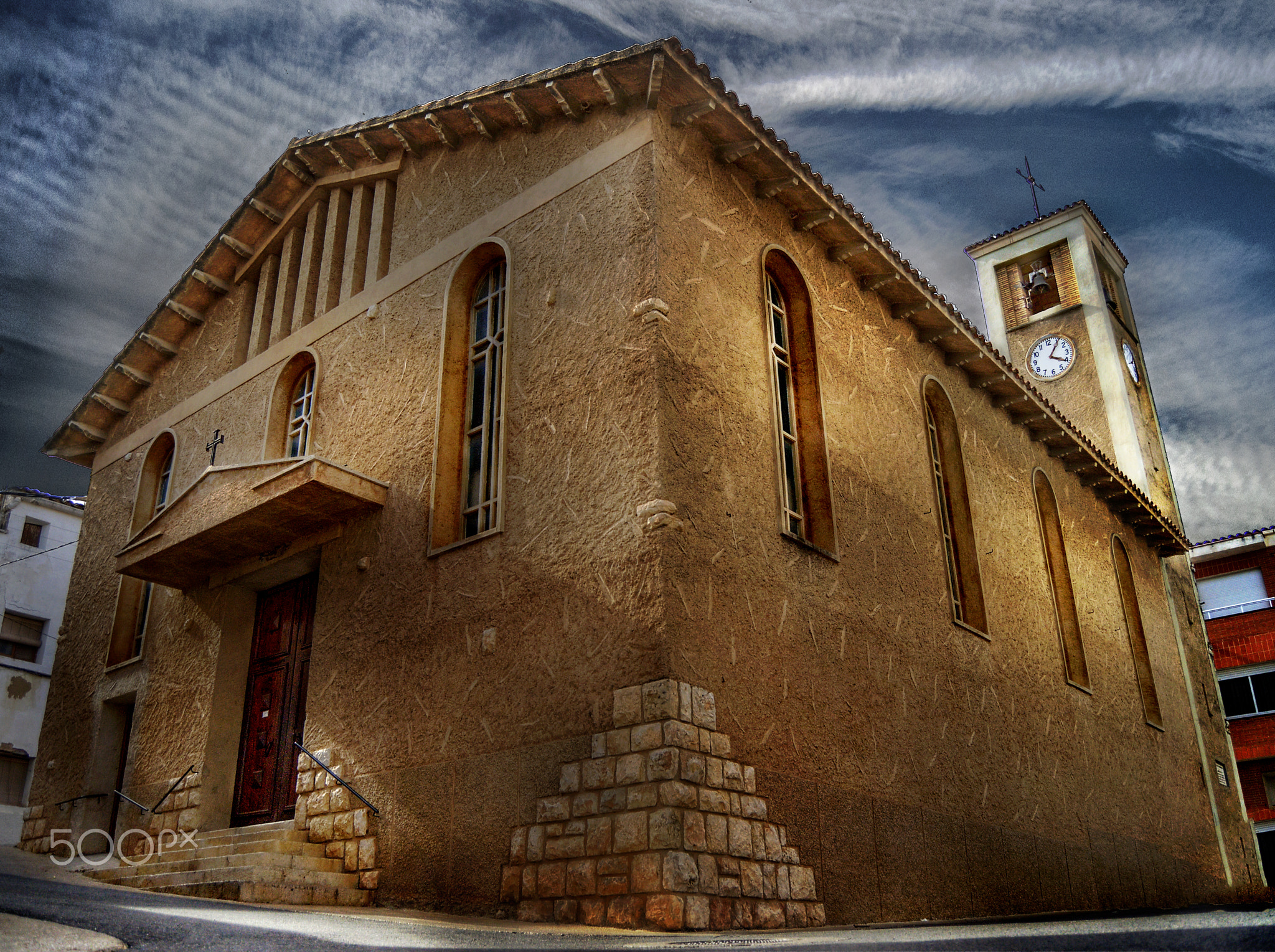
Kirche Mariä Rosen

- Kirche Mariä Rosen